# Poglavar Seattle
Poglavar Seattle (tudi Sealth, Seathl ali See-ahth), vodja indijanskih plemen Suquamish in Duwamish, * okoli 1786, Blake Island, Washington, ZDA, † 7. junij 1866, indijanski rezervat Suquamish na Port Madisonu, Washington, ZDA.

## Življenje
Poglavar Seattle je bil rojen okrog 1786 na Blake Island v Washingtonu. Umrl je 7. junija 1866 v indijanskem rezervatu Suquamish na Port Madisonu, v Washingtonu. Njegov oče Schweabe je bil poglavar indijanskega plemena Suquamish. Mati Scholitza je bila iz plemena Duwamish. 
Že kot mlad bojevnik in poglavar je zmagoval v bitkah pri Green River. Napadal je plemeni Chemakum in S'Klallam, ki so živela na polotoku Olympic. Vodil je šest plemen, v dobrih odnosih je bil tudi s priseljenci iz Evrope . Glede na svoje pleme je bil visokorasel. Poznan je bil kot dober govornik z močnim glasom, ki se je razlegal pol milje in dalj, ko je nagovoril svoje poslušalce.
Njegova prva žena iz vasi Tola'ltu je ob rojstvu hčerke umrla. Z drugo ženo je imel več sinov in hčera. Izmed njegovih otrok je najbolj znana Princess Angeline, rojena 31. maja 1820. Po njej so poimenovali ulico (S. Angeline Street) na Beacon Hill v Seattlu, v mestu Columbia in park Seward.
Po njem so poimenovali mesto Seattle. V njegov spomin so v Seattlu postavili spomenik, delo kiparja Jamesa Wehna.

## Govor poglavarja Seattla
Poglavar Seattle je imel leta 1854 govor, ki ga je dr. Henry A. Smith objavil v časopisu Seattle Sunday Star leta 1887. Najpogosteje ga imenujejo Seattlov odgovor, ker je nastal kot odgovor na govor guvernerja Issaca I. Stevensa. Nedvomno je Chief Seattle imel govor ob tej priložnosti, le da je vsebina, ki jo je Smith zapisal na njegovi osnovi, nekoliko dvomljiva, prav tako pa tudi natančen datum govora (največkrat se omenja 11. marec). Vsebina je ohranjena v angleškem jeziku , slovenska različica govora je bila že večkrat objavljena v različnih medijih, natisnjena je tudi v knjigi Smo del stvarstva: govor poglavarja Seattla ob prodaji zemlje priseljencem leta 1855 (Ljubljana: Gnostica, 2003)